# Émile Aubrun
Émile Eugène Aubrun (Brunoy, 25 de agosto de 1881-París, 14 de noviembre de 1967) fue un aviador francés que recibió atención nacional por terminar segundo en el Circuit de l'Est de 1910.

## Primeros años de vida
Émile Eugène Aubrun nació el 25 de agosto de 1881 en Brunoy, Francia. En 1909 realizó un aprendizaje de aviador mientras asistía a la escuela Blériot, en Pau, Francia. Se graduó de ingeniero y se interesó por la aviación. Recibió su licencia de piloto del Aéro-Club de France el 6 de enero de 1910.

## Carrera

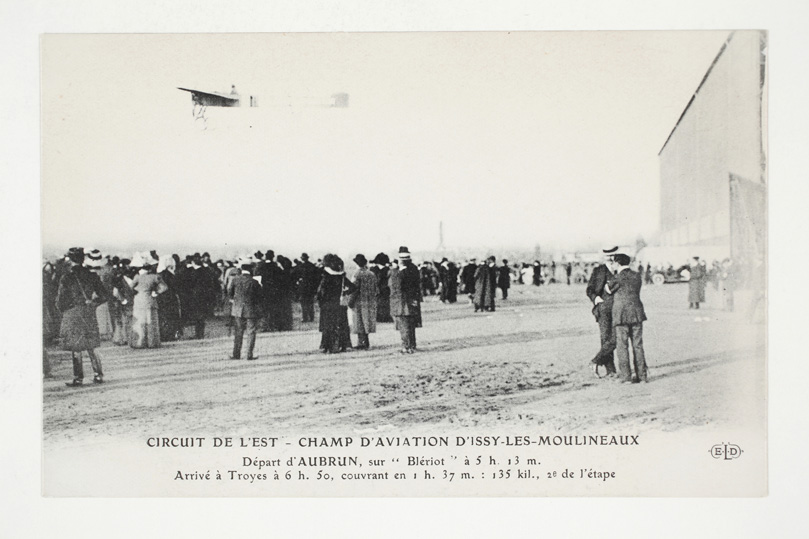
Salida de Émile Aubrun pilotando un Blériot XI.

En agosto de 1910 compitió en el Circuit de l'Est y voló un avión monoplano Blériot XI con un motor Gnome de 50 hp. La sexta etapa de la carrera pasó La Vierge dorée («La Virgen dorada») en Albert, Somme. Aubrun usó la escultura como brújula y en las noticias se la conocía como la «famosa virgen dorada». Voló en círculos alrededor de la escultura con su avión Blériot XI para poder verla más de cerca. Cuando se le preguntó acerca de sus vueltas alrededor de la estatua, dijo:
Como no tenía ocasión de ver un sitio así todos los días, lo aproveché lo mejor que pude y examiné la estatua de cerca haciendo varios círculos a su alrededor.
Alfred Leblanc ganó la carrera y Aubrun terminó segundo. Treinta y cinco personas habían ingresado a la carrera y Leblanc y Aubrun fueron los únicos dos pilotos en terminar. La carrera finalizó en Issy-les-Moulineaux y se reunieron 200.000 espectadores para ver la meta. En 1910 participó en el Encuentro Internacional de Aviación en Belmont Park: un evento y los premios fueron valorados en US$72.300 (NaN).
En 1910, The New York Times informó que Aubrun rompió un récord de vuelo a 55 millas por hora en 180 millas. Terminó en 3 horas 33 minutos y siete segundos.
En 1911, fue director de la escuela de vuelo establecida en Reims por Deperdussin. Durante la Primera Guerra Mundial trabajó en la construcción aeronáutica. Después de la guerra sirvió en la oficina de control de aeronaves. Fue allí donde fue pionero en el uso de aviones para revelar submarinos que estaban bajo el agua y el rescate de tripulaciones de submarinos. En 1912 participó en experimentos sobre el uso de aviones para explorar el mar.

### Premios
- Oficial de la Legión de Honor[8]

## Galería

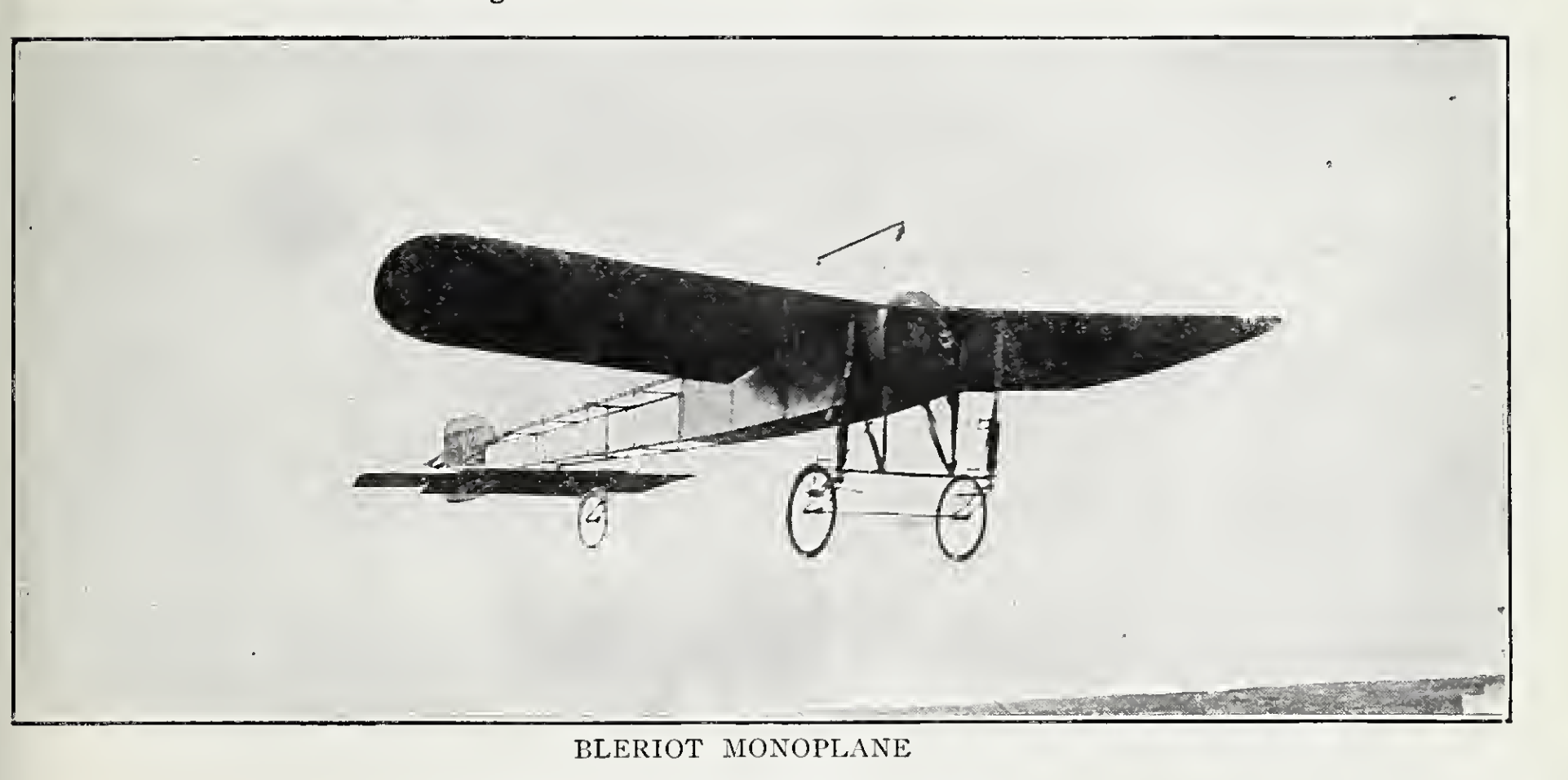
Monoplano Blériot de 1910.
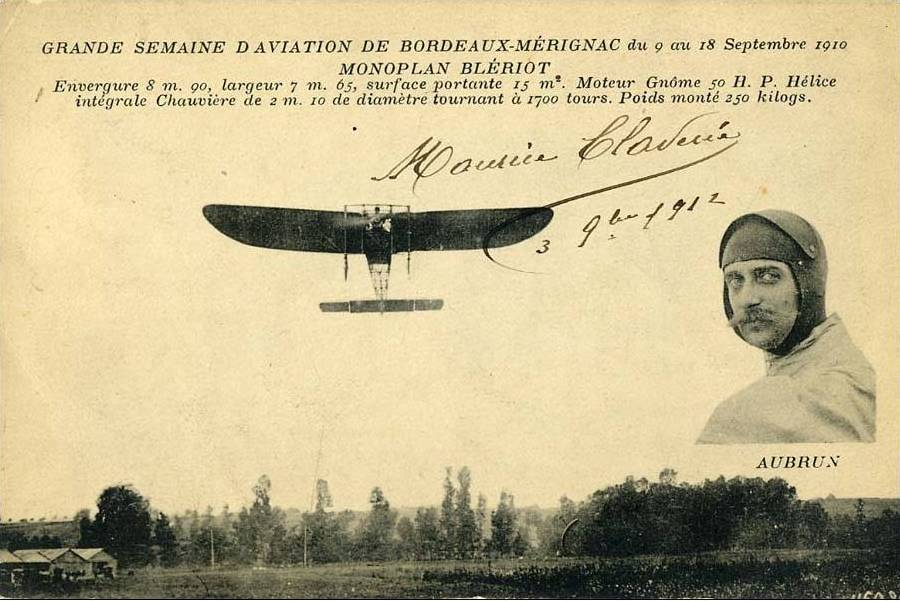
Semana de la aviación de Burdeos Beau-desert-Mérignac, septiembre de 1910.
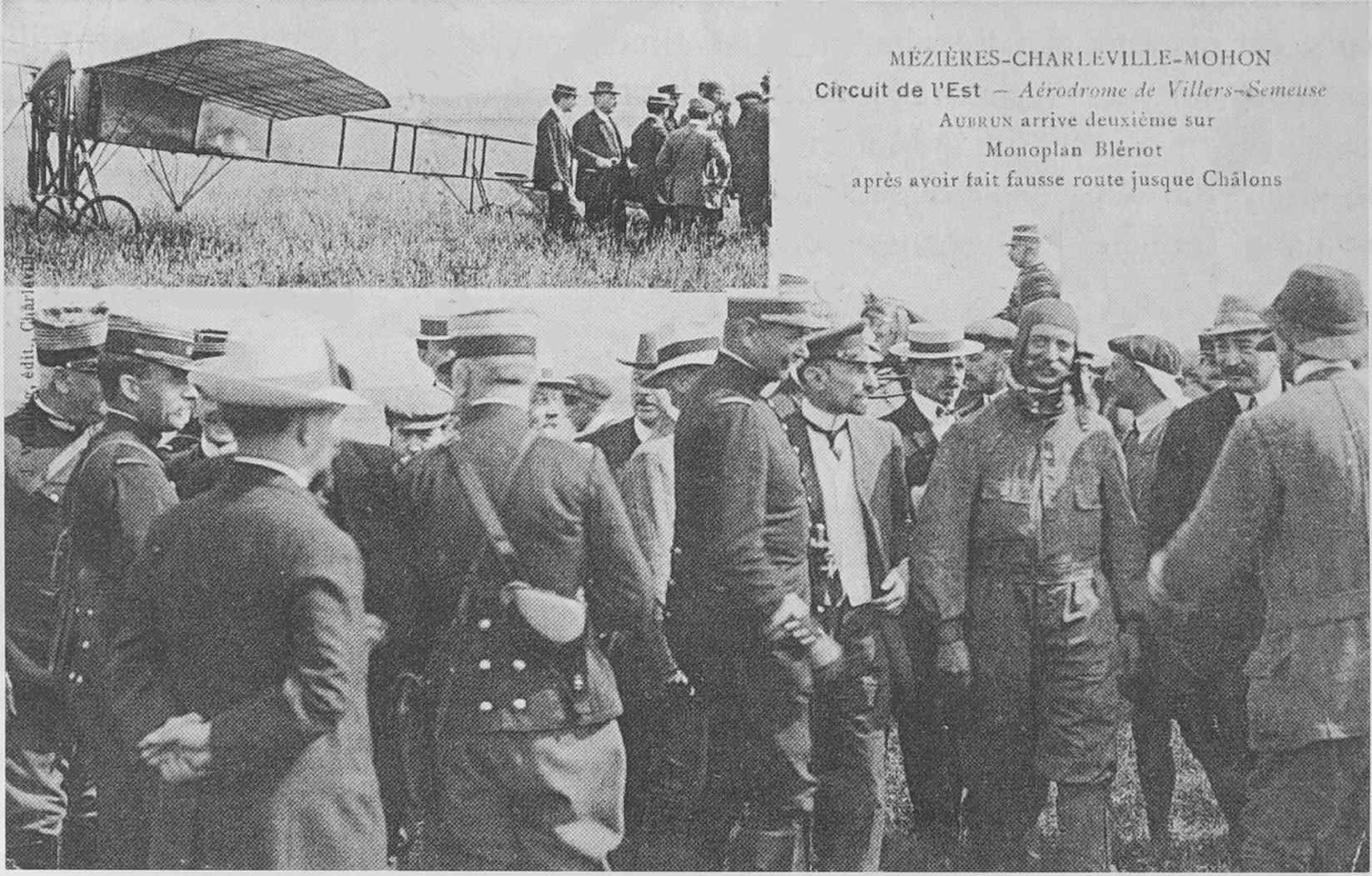
Circuit de l'Est 1910.
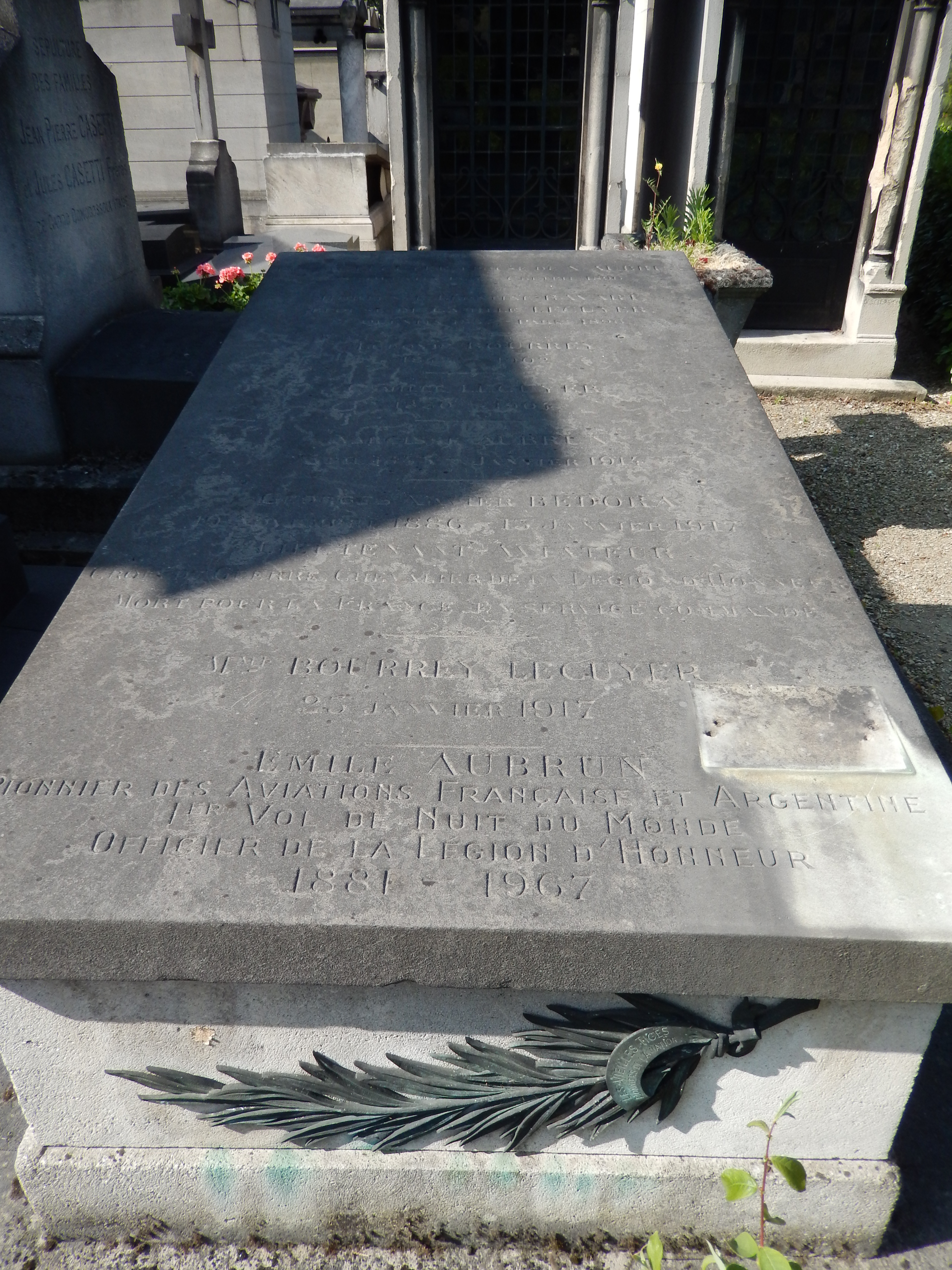
Tumba de Emile Aubrun (cementerio de Montmartre).
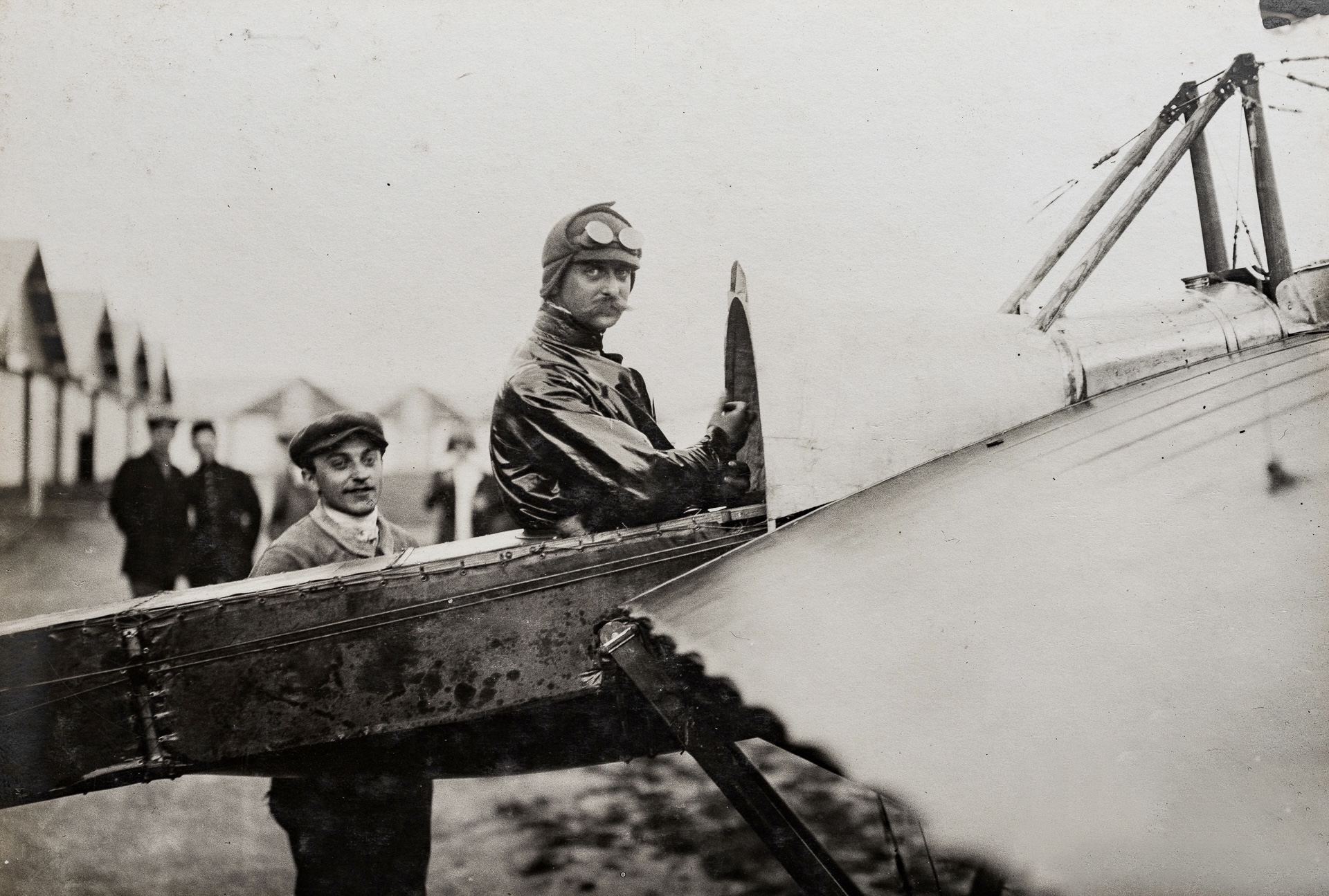
Émile Aubrun a los mandos de un Deperdussin 1910.